# Farvel til Hverdagen
Farvel til Hverdagen er en dansk dokumentarfilm fra 1942, der er instrueret af Theodor Christensen efter eget manuskript.

## Handling
Et ungt par er på vej ud af byen. Først kommer de til den forkert indrettede lejr, dernæst til den 'rigtige', hvor en lejrchef overvåger, at der hersker ro, orden og renlighed i lejren. Filmen ender med at understrege, at man føler sig fri i sin flugt fra hverdagen.